# Seznam slovenskih pozavnistov
Seznam slovenskih pozavnistov.

## A
Franc Arh - 
Marjan Ašič -

## B
Iztok Babnik - Denis Beganović -
Alojz Bezgovšek-B'gi -
Tine Bizajl -
Gregor Bralić -
Tomaž Boškin -

## C
Edi Ceferin -
Andraž Cencič -

## F
Marjan Feguš -
Borut Finžgar

## G
Domen Gantar - 
Jože Gjura -
Vinko Globokar -
Marjan Golob -
Marko Gostinčar -
Aleksander Grašič -
Josip Grgasović -

## H
Peter Hudobivnik -

## I
Marko Ilić -

## J
Bogo Jarec -
Miha Jazbinšek -
Domen Jeraša -

## K
David Kajič -
Andrej Karba -
Albert Kolbl -
Andrej Koletič -
Teo Kovačević -
Lojze Krajnčan -
Matej Krajter -
Špela Kukenberg - 
Dušan Kranjc - 
Jure Krajnc - 
Alfred Kobal -
Žan Kopše -
Ana Knez -
Matjaž Kafol -
Primož Kravcar -
Matic Kovač -

## L
Tom Lajevec -
Leon Leskovšek -
Luka Logar -
Božidar Lotrič -
Aleš Levačič -

## M
Matjaž Mikuletič -
Matija Mlakar -
Branko Mrak - 
Žiga Murko -
Niko Mir -
Jure Medvešek -

## O
Franci Ogrizek -
Alen Ojcinger -
Mirko Orlač -

## P
Branko Panič -
Marjan Petrej -
Tine Plahutnik -
Jože Planinc -
Tone Plantarič -
Žan Plohl - 
Uroš Podhostnik -
Igor Podpečan -
Uroš Polanc -
Franc Puhar -

## R
Klemen Repe -

## S
Otmar Senegačnik -
Matevž Sila -
Marko Slavič -
Branimir Slokar -
Jure Smej -
Mik Soss -
Toni Sotošek -
Emil Spruk -
Andrej Sraka -
Marjan Stropnik -
Jože Sušnik -

## Š
Rudi Šeligo -
Boris Šinigoj -
Toni Škaler -
Aleš Šnofl -
Mihael Šuler -
Miran Šumečnik -
Matej Štih -
Rok Štirn -
Rok Štular -
Mihael Švagan -

## T
Simon Tomažič -
Mitja Trtnik -
Taja Tuljak -
Urban Turjak -
Žan Tkalec -

## U
Jure Urek -

## V
Stanko Vavh -
Bogdan Vizjak -
Lan Vlašič -
Alan Vavti -

## Z
Jože Završnik -
Zdravko Zupančič -

## Ž
Lovro Žgajner - 
Vid Žgajner -